# Eduard Profittlich
Eduard Gottlieb Profittlich, né le 11 septembre 1890 à Birresdorf près de Coblence, arrondissement d'Ahrweiler (province de Rhénanie), et mort le 22 février 1942 à Kirov (URSS), est un prêtre jésuite allemand. Administrateur apostolique en Estonie en 1931 il est ordonné évêque en 1936 avec le titre d'archevêque.  Condamné pour activité antisoviétique il meurt en prison en 1942. Il est considéré comme martyr de la foi.

## Biographie
Eduard Profittlich naît dans une famille paysanne, huitième de dix enfants, et fait ses études secondaires à Linz, puis au séminaire de Trèves qu'il quitte pour entrer en 1913 dans la Compagnie de Jésus et fait son noviciat à Heerenberg (Pays-Bas), où les jésuites allemands se sont installés à la suite de leur expulsion provoquée par la politique du Kulturkampf de Bismarck. Son frère aîné Peter (1878-1915) part alors comme missionnaire au Brésil. Eduard, lui, poursuit ses études en exil, au scolasticat de Fauquemont (Pays-Bas).
Durant la Première Guerre mondiale, il sert comme infirmier de 1916 à 1918 dans l'armée impériale, après avoir reçu ses ordres mineurs. Il est ordonné prêtre le 27 août 1922 et entre au nouvel institut pontifical oriental, fondé en 1917 par le pape Benoît XV, avec l'intention de se préparer au travail missionnaire clandestin en Russie. On l'envoie faire des études à Cracovie également. Il devient docteur en philosophie (1923) et en théologie (1924) de l'université de Cracovie.
Il est envoyé comme missionnaire jésuite en Pologne en 1924 et retourne en Allemagne l'année suivante. Il est prêtre de paroisse à Hambourg. En 1930, il est envoyé à Tallinn en Estonie, après avoir prononcé ses vœux perpétuels, comme curé de la paroisse Saint-Pierre-et-Saint-Paul. Il est nommé l'année suivante administrateur apostolique de l'Estonie, pays alors indépendant et qui compte une petite minorité de catholiques d'origine polonaise ou allemande de la Baltique. Il est nommé le 27 novembre 1936 archevêque titulaire d'Andrinople (de), après un accord entre le Saint-Siège et la république estonienne, et consacré un mois plus tard. Il a obtenu la nationalité estonienne en 1935. Il y a alors une dizaine de prêtres catholiques et des religieuses polonaises ou tchèques dans le pays.
Il demeure avec ses fidèles lorsque l'Estonie est absorbée par l'URSS en juin 1940 à la suite du pacte germano-soviétique, refusant d'être rapatrié en Allemagne, ce à quoi il avait droit en tant que citoyen allemand. La répression s'abat sur les chrétiens de différentes confessions. Soixante mille Estoniens sont déportés ou emprisonnés. Il fait trois fois des démarches auprès de l'ambassade allemande de Tallinn pour obtenir des visas de sortie à certains prêtres et religieuses catholiques et à des Allemands de la Baltique incarcérés par les Soviétiques. Il est arrêté par huit agents du NKVD le 27 juin 1941 à deux heures du matin (avant l'invasion de l'Estonie par la Wehrmacht et après la déclaration de guerre de l'Allemagne à l'URSS le 21 juin) et transféré à la prison N°1 de Kirov où il est emprisonné dans l'attente de son procès qui le condamne à mort pour activités anti-soviétiques et espionnage.
Il meurt en prison le 22 février 1942, avant que la sentence ne soit exécutée. Il a été réhabilité en 1990.
Sa cause de béatification est ouverte à Saint-Pétersbourg depuis 2003. Une plaque rappelle sa mémoire à la petite cathédrale catholique Saint-Pierre-et-Saint-Paul de Tallinn.

### Article lié
- Église catholique en Estonie